# Kawęczyńskie Zakłady Cegielniane Kazimierza Granzowa

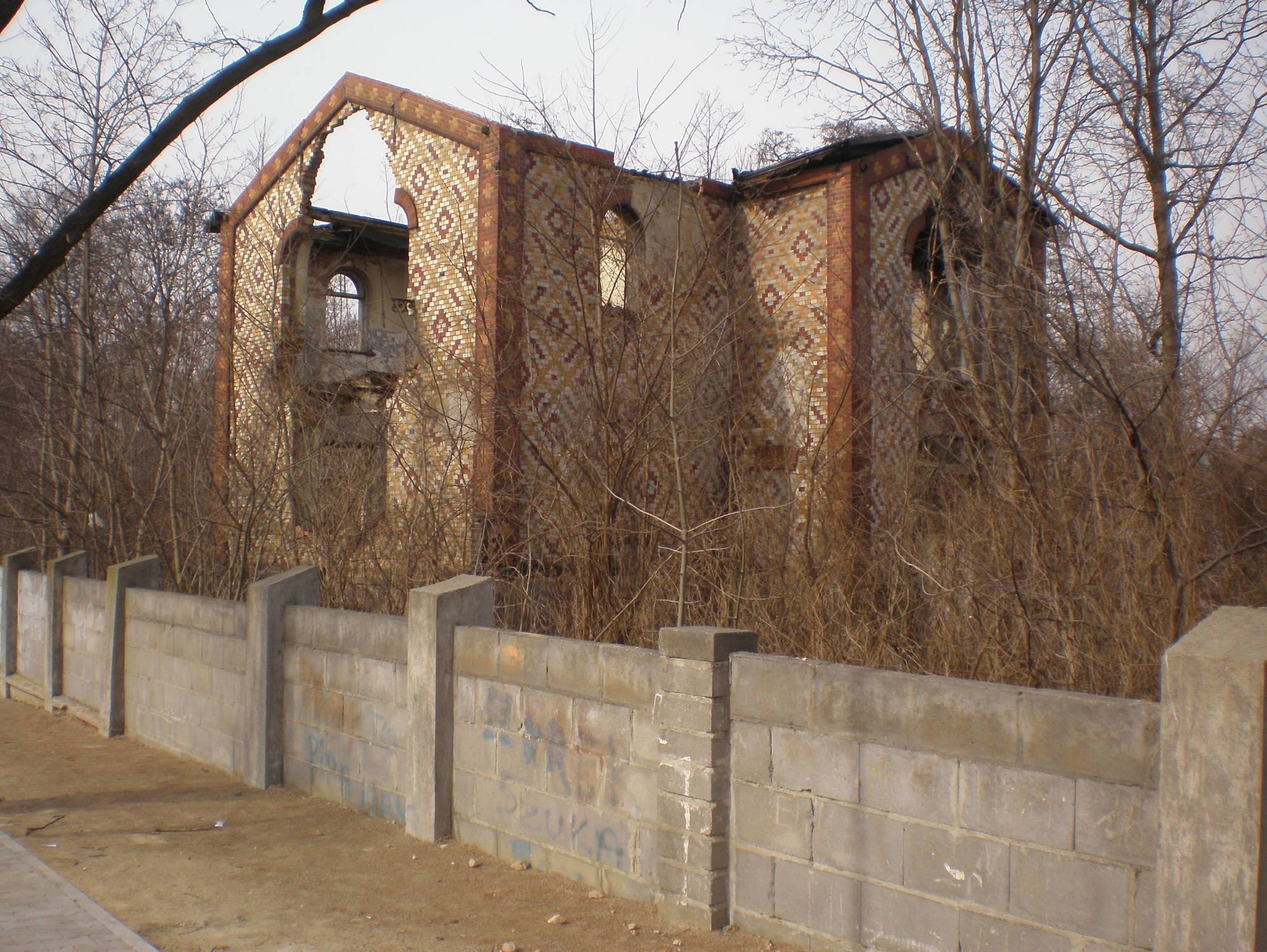
Die Ruine des unter Denkmalschutz stehenden ehemaligen Verwaltungsgebäudes des Unternehmens in der ul. Chełmżyńska 165

Die Zakłady Cegielniane Kazimierza Granzowa (auch: Zakłady Cegielniane Kazimierza Granzowa S.A. w Kawęczynie) war eine 1866 gegründete Ziegelei außerhalb der damaligen Stadtgrenzen von Warschau. Sie entwickelte sich vor dem Ersten Weltkrieg zu einer der größten und modernsten Ziegelfabriken im Weichselland. Das an das Fabrikgelände in früheren Dorf Kawęczyn angrenzende Verwaltungsgebäude existiert als Ruine noch heute im Warschauer Stadtbezirk Rembertów und soll saniert und zu einem Museum umgenutzt werden. Die Fabrik selbst besteht nicht mehr.

## Kazimierz Granzow
Kazimierz Lucjan Granzow (1832–1912) war der Sohn einer deutschstämmigen Familie in Polen; seine Eltern waren Fryderyk und Amelia, geb. Meszke (ursprgl. Moeschke). Er wuchs in Warschau auf und wurde in Hamburg zum Maurerpolier ausgebildet. Nach Aufenthalten in mehreren europäischen Ländern kehrte er in die Heimat zurück, wo er von 1874 bis 1884 Vorsitzender der Gilde der Maurermeister war. Als Baumeister leitete Granzow Bauarbeiten an Warschauer Gebäuden, wie dem Szpital im. Dzieciątka Jezus, dem Teatr Mały, der Kirche „Wszystkich Świętych“, der Villa Rau sowie an Bahnhofsgebäuden der Terespol- (Linia kolejowa nr 2) und der Weichsel-Eisenbahnlinien (Kolej Nadwiślańska). Er war zweimal verheiratet, nach dem Tode seiner ersten Frau Karolina, geb. Jaeger (1838–1858), heiratete er deren Schwester Klementyna (1843–1890). Granzow hatte drei Kinder: Stanisław, Władysław und Flora (verheiratete Briggs). Die Familie gehörte der evangelisch-augsburgischen Kirche an, Granzow wurde auf dem evangelisch-augsburgischen Friedhof in Warschau beerdigt.
Ein Neffe von Kazimierz Granzow war der Warschauer Autor und Verleger Ferdynand Hoesick.

## Ziegelei
Granzow erwarb 1863 einen außerhalb Warschaus gelegenen 63 Hektar großen Landbesitz von der Familie Olędzki. Die Böden der Flächen waren stark lehmhaltig. Da außerdem die Petersburg-Warschauer Eisenbahnlinie gerade fertiggestellt und der Bau einer Weichselbrücke (Most Kierbedzia) sowie einer Eisenbahnstrecke nach Terespol kurz vor dem Abschluss stand, erschien die Lage perfekt für die Errichtung einer Ziegelei. Ab 1866 entstand hier an der ul. Chełmżyńska ein Fabrikkomplex von mehr als 10 Gebäuden im typischen Stil von Industriebauten des 19. Jahrhunderts. Die in der mechanisierten Fabrik gefertigten Erzeugnisse hatten einen ausgezeichneten Ruf. Ziegel aus Kawęczyn wurden bei vielen bedeutenden Bauten der Zeit verwendet (so bei den Lindley-Kanälen, dem Teatr Wielki und der Großen Synagoge) und sie gewannen wiederholt Auszeichnungen auf internationalen Ausstellungen. Der Unternehmer ließ in der Nähe der Fabrikanlagen eine Wohnsiedlung für seine Arbeiter und deren Familien errichten. Die Siedlung umfasste ein Lebensmittelgeschäft und eine Reinigung. Ebenso gab es hier eine Schule und einen Lesesaal.
Zu Beginn des Jahres 1912 wurde das Unternehmen in eine Aktiengesellschaft umgewandelt. Die Verwaltung zog nun in ein Büro in der Al. Jerozolimskie 68 um. Bei dem Angriff auf Warschau zu Beginn des Zweiten Weltkrieges wurden die Fabrikanlagen 1939 zerstört. Heute befindet sich auf dem früheren Werksgelände das Heizkraftwerk Kawęczyn (Ciepłownia Kawęczyn).
Etwa 1895 hatte Kazimierz Granzow an der ul. Chełmżyńska 165 ein Verwaltungsgebäude in Gestalt einer großzügigen Villa, im Volksmund „Grancówka“ genannt, errichten lassen. Das Gebäude war in einem eklektischen Stil mit vielen neogotischen Elementen gehalten. Fassaden wie Dach waren aufwändig gestaltet, viele Produkte der Ziegelei kamen zum Einsatz und wurden so potentiellen Kunden präsentiert. Das Gebäude wurde im Krieg nicht beschädigt und diente in der Nachkriegszeit nacheinander als Schule, Kindergarten und sozialtherapeutische Einrichtung. 1991 gelangte das Objekt wieder in den Besitz der Zakłady Cegielniane Kazimierza Granzowa S.A., die kurz darauf liquidiert wurden. Das Gebäude wurde an privat verkauft, blieb jedoch unbewohnt und unsaniert. Etwa zur Jahrtausendwende kam es nach starken Schneefällen zu Dachschäden, später stürzten auch Teile der Wände ein.